# Calilena magna
Calilena magna är en spindelart som beskrevs av Chamberlin och Ivie 1941. Calilena magna ingår i släktet Calilena och familjen trattspindlar. Inga underarter finns listade.